# Одного разу в Голлівуді (фільм, 2008)
«Одного разу в Голлівуді», в оригіналі «Що щойно сталося» (англ. What Just Happened) — американська комедійна драма 2008 року.

## Сюжет
Фільм розповідає про нелегкі будні крупного продюсера, що намагається закінчити зйомки багатостраждальної стрічки. Голлівуд — місце не для слабаків, і в цьому йому в черговий раз доведеться переконатися на власній шкурі.

## У ролях
- Роберт Де Ніро — Бен
- Джон Туртурро — Дік Белл
- Кетрін Кінер — Лу Тарнов
- Робін Райт — Келлі
- Стенлі Туччі — Скотт Соломон
- Шон Пенн — Шон Пенн
- Брюс Вілліс — актор
- Майкл Вінкотт — Джеремі Брунел
- Крістен Стюарт — Зої
- Пітер Джекобсон — Кел
- Марк Іванір — Джонні
- Джейсон Кравіц — Поллстер
- Ремі К. Сельма — Джиммі
- Вільям Регсдейл — агент